# Пхаджу
Пхаджу́ (кор. 파주시, 坡州市, Paju-si) — місто в провінції Кьонгідо, Південна Корея. Розташований трохи південніше містечка Пханмунджом, де було підписана угода про припинення вогню під час війни в Кореї. Оскільки Пхаджу розташований на кордоні з КНДР, тут розквартировані декілька достатньо великих військових формувань, в тому числі і баз американської армії. У 2002 році в Пхаджу відкрилась найпівнічніша в країні залізнична станція Торасан.

## Історія
Перша згадка про поселення на території сучасного Пхаджу відноситься до 475 року. Тоді ця територія входила в склад держави Когурьо, і тут знаходилась адміністративна одиниця статусу «хьон» Суліхоль (Суліхольхьон). В 757 році після адміністративної реформи (уже в складі Сілли) Суліхоль змінив назву на Понсон (Понсонхьон). Під час династії Корьо, в 1174 — назва була змінена на Совон (Совонхьон). В 1393 році на базі хьона Совон був утворений гун Совон, перейменований у Вонпхьон у 1398 році, в епоху династії Чосон. У 1414 році до нього був приєднане селище Кьоха. В 1459 році Пхаджу отримав сучасну назву і статус мок. У 1895 році Пхаджу отримав статус повіту (гун). Статус міста був отриманий у 1996 році. Поряд з Пхаджу знаходиться відоме містечко Пханмунджом, в якому було підписане перемир'я в Корейській війні в 1953 році.

## Адміністративний поділ
Пхаджу адміністративно ділиться на 5 ип, 9 мьон і 2 тон (дон).
| Район          | Хангиль | Площа, км² | Населення, чол | Внутрішній поділ |
| -------------- | ------- | ---------- | -------------- | ---------------- |
| Кьохаип        | 교하읍  | 57,9       | 104 016        | 16 ри            |
| Мунсанип       | 문산읍  | 47,34      | 35 007         | 10 ри            |
| Попвонип       | 법원읍  | 71,05      | 14 630         | 10 ри            |
| Пхаджуип       | 파주읍  | 32,22      | 13 203         | 7 ри             |
| Чоріип         | 조리읍  | 27,44      | 31 588         | 7 ри             |
| Воллонмьон     | 월롱면  | 26,84      | 11 132         | 5 ри             |
| Квантханмьон   | 광탄면  | 65,44      | 13 527         | 9 ри             |
| Куннемьон      | 군내면  | 139,08     | 660            | 7 ри             |
| Пхапхьонмьон   | 파평면  | 41,83      | 4 986          | 7 ри             |
| Тханхьонмьон   | 탄현면  | 59,64      | 13 906         | 11 ри            |
| Чанданмьон     | 장단면  | 33,69      |                | 8 ри             |
| Чіндонмьон     | 진동면  | 32,28      | 148            | 10 ри            |
| Чінсомьон      | 진서면  | 39,74      |                | 3 ри             |
| Чоксонмьон     | 적성면  | 88,85      | 7 409          | 16 ри            |
| Кимчхон-ідон   | 금촌2동 | 4,57       | 22 675         |                  |
| Кимчхон-ільдон | 금촌1동 | 19,33      | 20 591         |                  |

## Географія
Розташований на півночі Південної Кореї, поряд з кордоном з КНДР. На півдні межує з Кояном, на сході — з Янджу, на півдні — з Кімпхо. З заходу омивається водами Жовтого моря.

## Туризм і визначні місця
Культурні:
- Фестиваль культури «Юльгок» — проводиться кожний рік в жовтні. В програмі виступи фольклорних колективів, виставки народних ремесл, ярмарок[3]
- Фестиваль повітряних зміїв — проводиться кожний рік в середині січня в честь об'єднання Кореї.[4]

Природні:
- Чанджисан — гора, на якій знаходяться два висічених з каменя Будди.[5]
- Гора Камаксан — тут є високий водоспад, прокладені маршрути для занять гірським туризмом.[6]

Історичні:
- Меморіальний комплекс «Імджінгак» — побудований в честь подій корейської війни 1950—1953 років.[7]
- Обсерваторія об'єднання — розташована на горі в 460 метрах від кордону з КНДР. Оптичні прилади обсерваторії направлені глибоко в Північну Корею. Обсерваторія відкрита для відвідування туристами.[8]

## Міста-побратими
Адміністрацією міста налагоджені побратимські взаємини з такими містами:
Всередині країни:
- район Каннам, Сеул

Закордоном:
- КНР: Цзіньчжоу — з 1994
- Японія: Хадано — з 1997 — статус дружнього міста
- Австралія: Тувумба — з 2001
- КНР: Муданьцзян — з 2003 — статус дружнього міста
- Туреччина: Ескішехір
- ПАР: Стелленбош
- Іспанія: Куенка
- Чилі: Ранкагуа
- Росія: Краснодар
- Канада: Коквітлам
- Японія: Сасебо

## Символи
Як і інші міста Південної Кореї, Пхаджу має ряд символів:
- Дерево: гінгко — втілює процвітання і прагнення до розвитку Пхаджу як мирного і комфортного місця проживання.
- Птах: голуб — символізує мир і безпеку.
- Квітка: космея — символізує об'єднання і гармонію життя жителів міста.